# Легенда о Тарзану (филм)
Легенда о Тарзану (енгл. The Legend of Tarzan) је амерички авантуристички филм из 2016. године у режији Дејвида Јејтса, а по сценарију Адама Козада и Крејга Бруера на основу стрипа Тарзан који је написао амерички књижевник Едгар Рајс Бароуз, док су продуценти филма Џери Вајнтрауб, Дејвид Барон, Алан Рич и Тони Лудвиг. Музику је компоновао Руперт Грегсон-Вилијамс.
Насловну улогу тумачи Александер Скарсгорд као Џон Клејтон (Тарзан), док су у осталим улогама Самјуел Л. Џексон, Марго Роби, Џимон Хансу, Џим Бродбент и Кристоф Валц.
Светска премијера филма је била одржана 1. јула 2016. у Сједињеним Америчким Државама. Буџет филма је износио 180 000 000 долара, а зарада од филма је 356 700 000 долара.

## Радња
Прошло је много година од када је Џон Клејтон, некада познат као Тарзан, напустио афричку џунглу. Клејтон већ дуже време живи у цивилизацији са својом супругом Џејн. Када добије позив да се врати у Конго као трговачки изасланик, поново се уједињује са старим пријатељима. Авантура почиње у тренутку када схвати да је само обични пијун у смртоносној игри похлепе и освете коју је осмислио белгијски капетан Леон Ром.

## Улоге
| Глумац               | Улога                   |
| -------------------- | ----------------------- |
| Александер Скарсгорд | Џон Клејтон / Тарзан    |
| Самјуел Л. Џексон    | Џорџ Вашингтон Вилијамс |
| Марго Роби           | Џејн Клејтон            |
| Џимон Хансу          | Чиф Мбонга              |
| Џим Бродбент         | британски премијер      |
| Кристоф Валц         | капетан Леон Ром        |
| Бен Чаплин           | капетан Мул             |